# Ciara (киберспортсмен)
Рене Краг (род. 6 декабря 1986) — датский киберспортсмен по Warcraft III (орк) и StarCraft 2 (зерг), известный под ником Ciara.
Долгое время Рене Краг был одним из лучших датских игроков в Warcraft III. Так, он выигрывал национальные отборочные на чемпионат мира World Cyber Games в 2006 , 2007  и 2009  годах; наиболее успешным выступлением в финальной части стал четвертьфинал в 2006 году.
В 2010 году Рене Краг подписал контракт со швейцарской организацией ieS Virtual Gaming и стал членом подразделения по StarCraft 2.

## Бывшие команды
Ciara выступал за следующие профессиональные команды по WarCraft III:
- Team EG
- Volt Gaming
- Copenhagen ProGamers
- Meet Your Makers
- Meet Your Makers.Scandinavia

## Достижения
2008 год
- ZOTAC WarCraft III Cup #19
- Excello Cup #1 — 400$